# Karl Oberhuber
Karl Oberhuber (* 31. Oktober 1915 in Innsbruck; † 4. Jänner 1997 ebenda) war ein österreichischer Orientalist.

## Leben
Nach der Matura im Jahr 1934 studierte er Klassische Philologie und Vergleichende Sprachwissenschaften an der Philosophischen Fakultät der Universität Innsbruck (Dr. phil. 1941). Für Altorientalische Sprachen konnte er sich Ende 1953/Anfang 1954 in Wien – allerdings für das Innsbrucker Institut – habilitieren. 1954 wurde er Hochschulassistent, 1961 erhielt er den Titel eines außerordentlichen Universitätsprofessors.

## Schriften (Auswahl)
- Innsbrucker Keilschrifttexte. Ein Tonnagelfragment der Ur-III-Periode aus Eridu. Wirtschaftsurkunden der Achämenidenzeit aus Uruk. Innsbruck 1956, OCLC 878212128.
- Der numinose Begriff ME im Sumerischen. Zur Erinnerung an die Begründung der Altorientalistischen Lehrkanzel in Innsbruck vor siebzig Jahren. (Thomas Friedrich 1855–1927). Innsbruck 1963, OCLC 310752619.
- Die Kultur des Alten Orients. Frankfurt am Main 1972, ISBN 3-7997-0097-8.
- Linguistisch-philologische Prolegomena zur altorientalischen Religionsgeschichte. Innsbruck 1991, ISBN 3-85124-624-1.